# 翁克
翁克（法語：Voncq，法語發音：[vɔ̃k]）是法国阿登省的一个市镇，属于武济耶区。

## 地理
翁克（49°28'15"N, 4°39'54"E）面积19.87 平方千米，位于法国大東部大區阿登省，该省份为法国北部内陆省份，西接埃纳省，南至马恩省，东临默兹省，北与比利时接壤。
与翁克接壤的市镇（或旧市镇、城区）包括：阿蒂尼、许菲利罗什、格里维-卢瓦西、蒙贡、讷维尔代、埃纳河畔里利、拜龙埃塞桑维龙、武济耶。
翁克的时区为UTC+01:00、UTC+02:00（夏令时）。

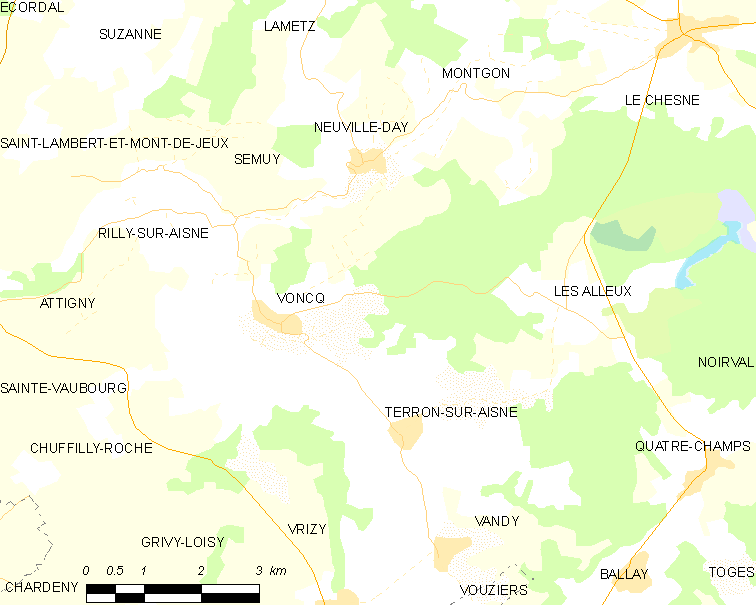
翁克的OSM定位图

## 行政
翁克的邮政编码为08400，INSEE市镇编码为08489。

## 政治
翁克所属的省级选区为阿蒂尼县。

## 人口

1962-2008年间翁克人口变化图示

翁克于2022年1月1日时的人口数量为211人。